# Štramberk
Stramberg es una ciudad en Moravia en el distrito de Nový Jičín cerca Kopřivnice. Está situado en las faldas del Cerro Castillo, Ruedas y Montañas Blancas en las colinas Libotínských en las estribaciones de Beskyd.
Dominando el castillo de la ciudad de Štramberk (Strallenberg) con una torre gótica Trúba (los llamados bergfrit.), Una altura de 40 m y un diámetro de 10 m, que se utiliza desde 1903 como torre.. En las casas cuadrados del Museo y el Museo de Štramberk Zdenek Burian. El conservación urbana locales no sólo protege el núcleo de la ciudad, pero especialmente los históricos edificios de madera en las afueras. Štramberk es la ciudad desde 1359.
En la montaña Kotouč hay un parque de la ciudad Parque Nacional (el Monumento Nacional Natural Flecha) con estatuas y monumentos conmemorativos personalidades de la historia checa como cuevas Flecha, que es famoso descubrimiento de una fracción mandíbula Neanderthal. niño llamado "flecha a la mandíbula".

## Historia
En momentos en que la ciudad pertenecía Orden Jesuita como la masía fundación Olomouc Conventos, fundó la tradición de la peregrinación a la "Monte de los Olivos" ( Disc), dedicado al sufrimiento de Jesucristo. Romería se celebra (desde 1660.), En memoria de la legendaria victoria de los cristianos de la Štramberk sobre el ejército mongol, el 8 de 1241 de mayo, en vísperas de la Ascensión. Los peregrinos fueron servidos una confitería especialidad local - Gingerbread Štramberské uši.

### Los datos en Štramberk
- 1359 - Miércoles, 4 de diciembre de 1359 fundación de la ciudad Štramberk; Moravia Margrave John Henry promovido Castillo en la ciudad con los derechos
- 1380 - Margrave Jost dio el feudo del castillo Štramberk dominio Wok Kravař; mantenga Señores de Kravaře hasta 1434
- 1411 - Lacek de Kravař concedió a la ciudad y las aldeas raíces derecho de reversión
- A partir de r 1434 -. Los propietarios de Štramberk Puklicova Pozořic (entre otros husita comandante en Odrách William Puklice de Pozořic)
- 1466 - Burian Puklice de Pozořic lucha en el servicio del rey Jorge de Podebrady en Silesia y acepta Štramberk feudo
- A partir de r 1471 - que era propiedad de Henry Boskovic.; en 1477 la ciudad liberada de vasallaje
- 1481 - la ciudad es la casa solariega compró Benes de Hustopeč

Propietarios dueños de Fulnek y raíces starojičínského (Bernard de Žerotín) - señores ganadas Štramberk y feudo obispo de Nová Horka Žerotína - * 1523
- 1533 - después se originó la reasignación de activos Žerotín raíces Novojičínsko-Štramberské establecida en Novy Jicin, teniendo Štramberk cayó en completa dependencia de Novy Jicin, que el año 1558 se convirtió en la capital de la cámara y era continuar nobleza Štramberk
- 1592 - la primera mención de la escuela, probablemente českobratrské
- 1612 - el surgimiento de la alianza de tejer
- 1613 - el laudo arbitral en años de disputa con Stramberk Novy Jicin, defendió su derecho de garganta Štramberk, mientras que sus artesanos participaron en gremios Novy Jicin
- 1624 - Štramberk propiedad de la Compañía de Jesús como un monasterio Olomouc granja fundación.
- Durante la Guerra de los Treinta Años, la ciudad golpeó varias veces de la guerra y la desolación (1624, 1642 - 1643, 1645 - 1646)
- 1634 - el establecimiento de registros primero conocido sacerdote de la parroquia católica latina en Štramberk Melchior Vopsou
- 1642 - El emperador Fernando III. Ciudad otorga dos mercados anuales
- 1647 - el surgimiento de la alianza del pañero (desarrollo de la producción nacional de tela y tela)
- 1722 - Christian David de Ženklava por Štramberk fundada en el Alto Lausitz Ochranov (Herrnhut), el Centro reformada Iglesia de los Hermanos Checos
- 1850 - Štramberk parte del partido judicial y político Novy Jicin
- 1862 - la posición del primer edificio de la escuela en la plaza
- 1863 - el establecimiento de debates cívicos (que se centra la vida cultural y social de la ciudad)
- 1872 - el establecimiento de uniones civiles
- 1874 - la Asociación de Bomberos emergencia

. * 1880 - el llamado descubrimiento de flecha a la mandíbula cueva flecha a carretes (prof KJ máscara de Novy Jicin)
- 1881 - la compañía dio hermanos Guttmann construidas por una pista local de Štramberk en Studenka
- 1891 - el establecimiento de la educación y la biblioteca de asociación de los trabajadores Kotouc
- 1895 - la creación de una rama del Club de Turistas Checos bajo el liderazgo de Hrstka
- 1896 - la posición de otras vías locales de Štramberk en Veřovice
- 1897 - la apertura de la escuela de comercio seguimiento General
- 1899 - el establecimiento de la Asociación de Museos y la unidad industrial, de manera que fue fundada en el museo
- 1903 - cubiertas y terminar la torre del castillo arquitecto K. Hilbert, llamado Trúba (trozas popularmente), al acecho (Endeavor Checa Club de Turismo, bajo el liderazgo de A. Hrstka )
- 1908 - el establecimiento de la gimnasia de los Trabajadores (DTJ)
- 1910 - la construcción de otro edificio de la escuela en estilo histórico llamada Nueva Escuela.
- 1912 - la apertura de una planta de cemento en Štramberk
- 1920 - la apertura del parque nacional en el carretes
- 1936 - venta de canteras Štramberk por los hermanos herrajes Guttmannové Vítkovice
- 1938 - Štramberk absorbido en el territorio de los Sudetes, 10 de octubre de la ciudad fue ocupada por las tropas alemanas
- 1945 - 6 de mayo de 1945 la liberación de Štramberk; Este año hubo una fusión de los dos ferrocarriles locales, la nacionalización Štramberk canteras, cal y cemento, que se convirtió en parte de las industrias siderúrgicas de Vítkovice e Ingeniería Klement Gottwald
- 1950 - la ciudad es un sitio protegido; JZD creación
- 1964 JZD conectarse a State Farm en Příboře, después había 04 fábrica Center Granja Escuela Novy Jicin, la Universidad Técnica de Brno, centrándose en la producción de leche y carne
- 1969 - Štramberk convirtió conservación urbana[1]
- 1359 - Miércoles, 4 de diciembre de 1359 fundación de la ciudad Štramberk; Moravia Margrave John Henry promovido Castillo en la ciudad con los derechos
- 1380 - Margrave Jost dio el feudo del castillo Štramberk dominio Wok Kravař; mantenga Señores de Kravaře hasta 1434
- 1411 - Lacek de Kravař concedió a la ciudad y las aldeas raíces derecho de reversión
- A partir de r 1434 -. Los propietarios de Štramberk Puklicova Pozořic (entre otros husita comandante en Odrách William Puklice de Pozořic)
- 1466 - Burian Puklice de Pozořic lucha en el servicio del rey Jorge de Podebrady en Silesia y acepta Štramberk feudo
- A partir de r 1471 - que era propiedad de Henry Boskovic.; en 1477 la ciudad liberada de vasallaje
- 1481 - la ciudad es la casa solariega compró Benes de Hustopeč

Propietarios dueños de Fulnek y raíces starojičínského (Bernard de Žerotín) - señores ganadas Štramberk y feudo obispo de Nová Horka Žerotína - * 1523
- 1533 - después se originó la reasignación de activos Žerotín raíces Novojičínsko-Štramberské establecida en Novy Jicin, teniendo Štramberk cayó en completa dependencia de Novy Jicin, que el año 1558 se convirtió en la capital de la cámara y era continuar nobleza Štramberk
- 1592 - la primera mención de la escuela, probablemente českobratrské
- 1612 - el surgimiento de la alianza de tejer
- 1613 - el laudo arbitral en años de disputa con Stramberk Novy Jicin, defendió su derecho de garganta Štramberk, mientras que sus artesanos participaron en gremios Novy Jicin
- 1624 - Štramberk propiedad de la Compañía de Jesús como un monasterio Olomouc granja fundación.
- Durante la Guerra de los Treinta Años, la ciudad golpeó varias veces de la guerra y la desolación (1624, 1642 - 1643, 1645 - 1646)
- 1634 - el establecimiento de registros primero conocido sacerdote de la parroquia católica latina en Štramberk Melchior Vopsou
- 1642 - El emperador Fernando III. Ciudad otorga dos mercados anuales
- 1647 - el surgimiento de la alianza del pañero (desarrollo de la producción nacional de tela y tela)
- 1722 - Christian David de Ženklava por Štramberk fundada en el Alto Lausitz Ochranov (Herrnhut), el Centro reformada Iglesia de los Hermanos Checos
- 1850 - Štramberk parte del partido judicial y político Novy Jicin
- 1862 - la posición del primer edificio de la escuela en la plaza
- 1863 - el establecimiento de debates cívicos (que se centra la vida cultural y social de la ciudad)
- 1872 - el establecimiento de uniones civiles
- 1874 - la Asociación de Bomberos emergencia

. * 1880 - el llamado descubrimiento de flecha a la mandíbula cueva flecha a carretes (prof KJ máscara de Novy Jicin)
- 1881 - la compañía dio hermanos Guttmann construidas por una pista local de Štramberk en Studenka
- 1891 - el establecimiento de la educación y la biblioteca de asociación de los trabajadores Kotouc
- 1895 - la creación de una rama del Club de Turistas Checos bajo el liderazgo de Hrstka
- 1896 - la posición de otras vías locales de Štramberk en Veřovice
- 1897 - la apertura de la escuela de comercio seguimiento General
- 1899 - el establecimiento de la Asociación de Museos y la unidad industrial, de manera que fue fundada en el museo
- 1903 - cubiertas y terminar la torre del castillo arquitecto K. Hilbert, llamado Trúba (trozas popularmente), al acecho (Endeavor Checa Club de Turismo, bajo el liderazgo de A. Hrstka )
- 1908 - el establecimiento de la gimnasia de los Trabajadores (DTJ)
- 1910 - la construcción de otro edificio de la escuela en estilo histórico llamada Nueva Escuela.
- 1912 - la apertura de una planta de cemento en Štramberk
- 1920 - la apertura del parque nacional en el carretes
- 1936 - venta de canteras Štramberk por los hermanos herrajes Guttmannové Vítkovice
- 1938 - Štramberk absorbido en el territorio de los Sudetes, 10 de octubre de la ciudad fue ocupada por las tropas alemanas
- 1945 - 6 de mayo de 1945 la liberación de Štramberk; Este año hubo una fusión de los dos ferrocarriles locales, la nacionalización Štramberk canteras, cal y cemento, que se convirtió en parte de las industrias siderúrgicas de Vítkovice e Ingeniería Klement Gottwald
- 1950 - la ciudad es un sitio protegido; JZD creación
- 1964 JZD conectarse a State Farm en Příboře, después había 04 fábrica Center Granja Escuela Novy Jicin, la Universidad Técnica de Brno, centrándose en la producción de leche y carne

## Más fotos

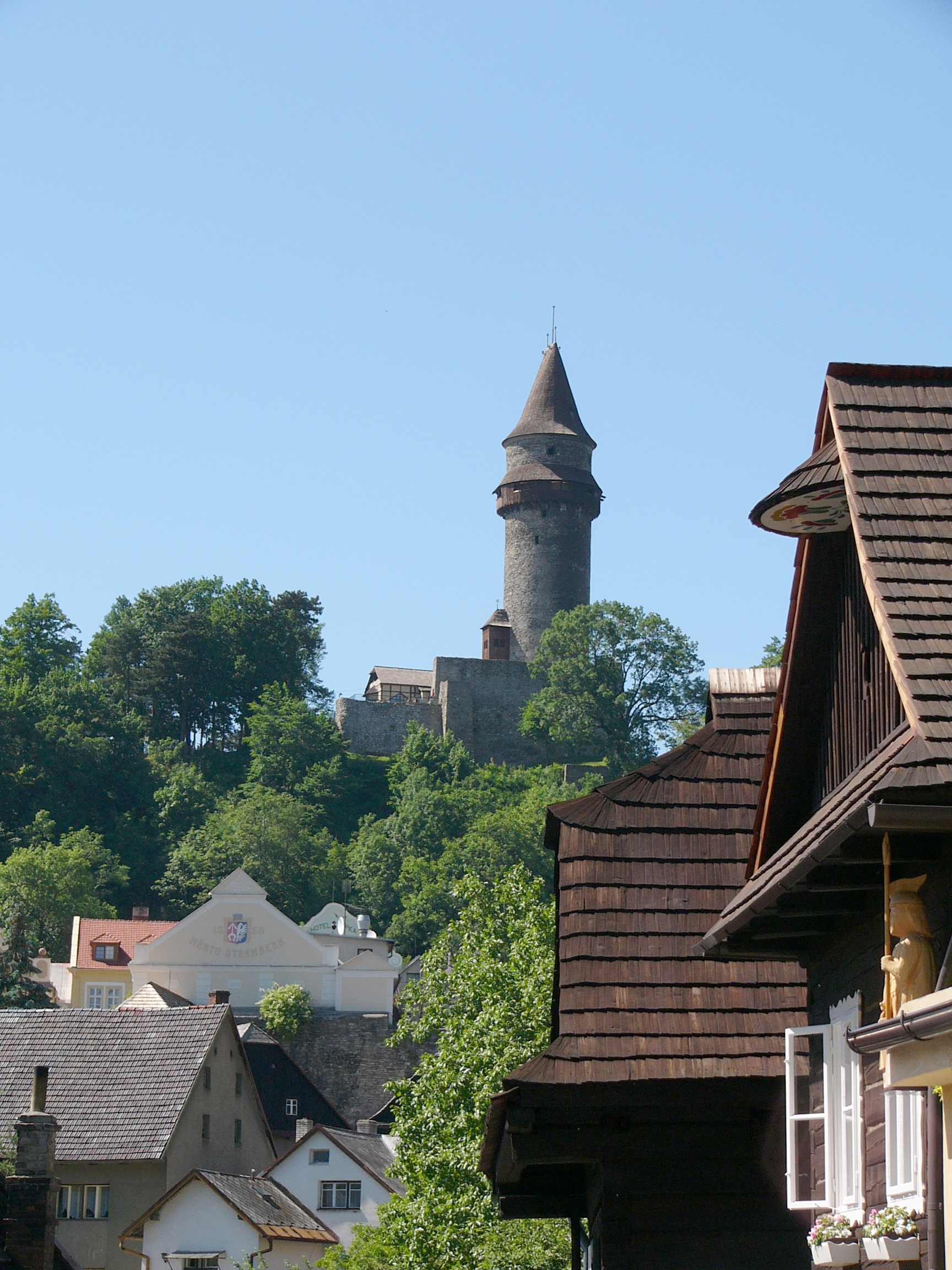
La Torre de Štramberk
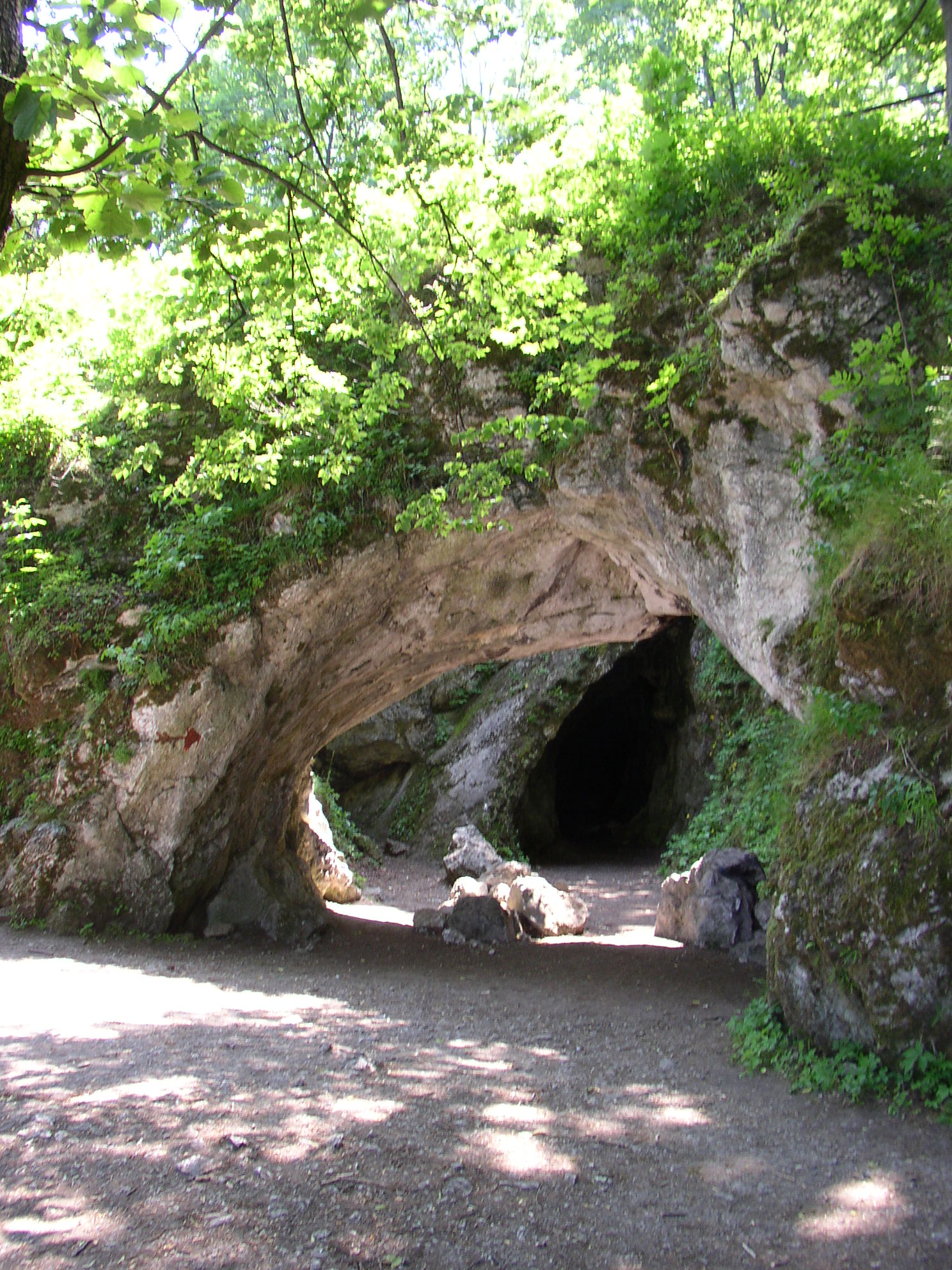
Cueva de Šipka
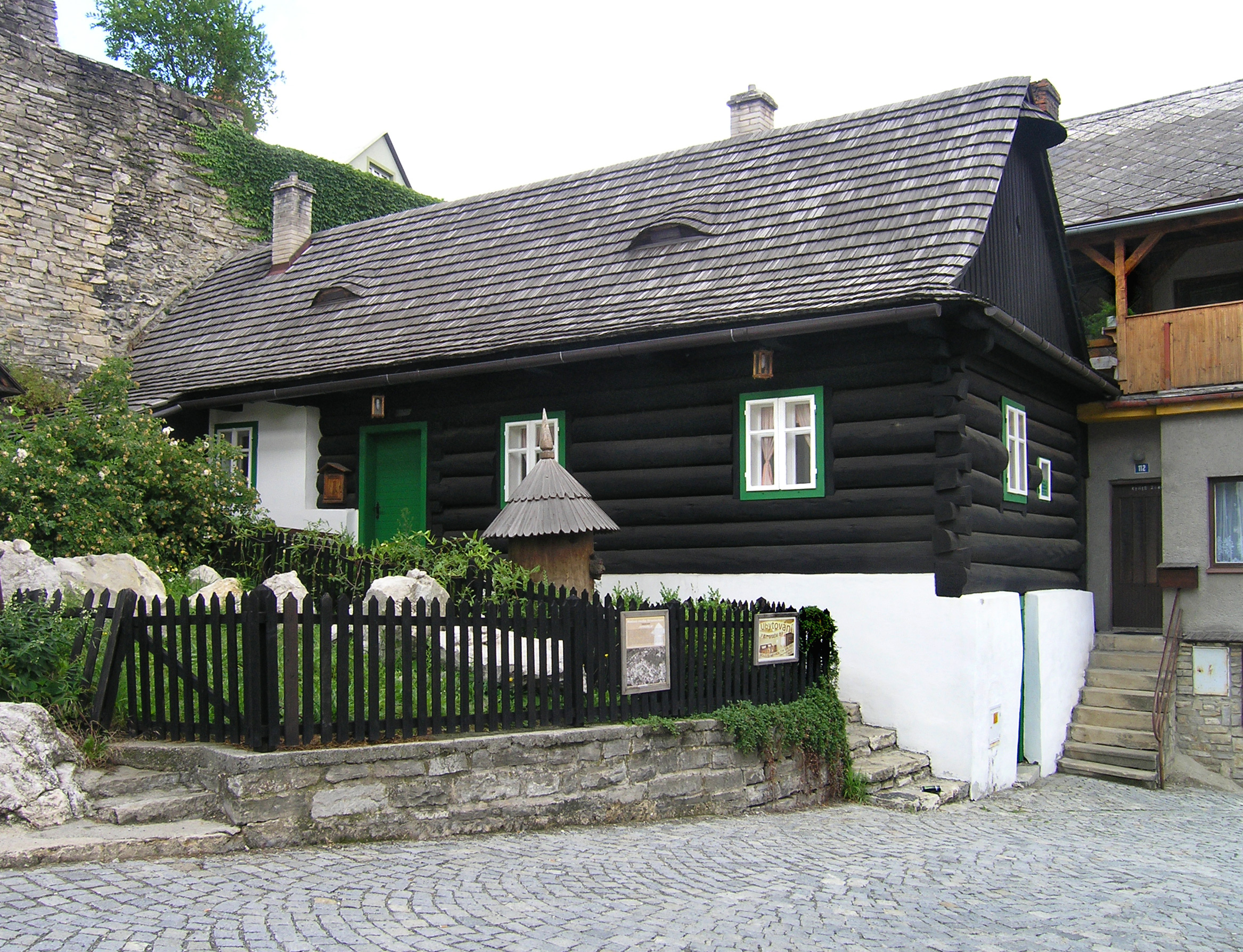
arquitectura popular - la razón principal para el establecimiento de Conservación Urbana